# Amtsgericht Ohrdruf

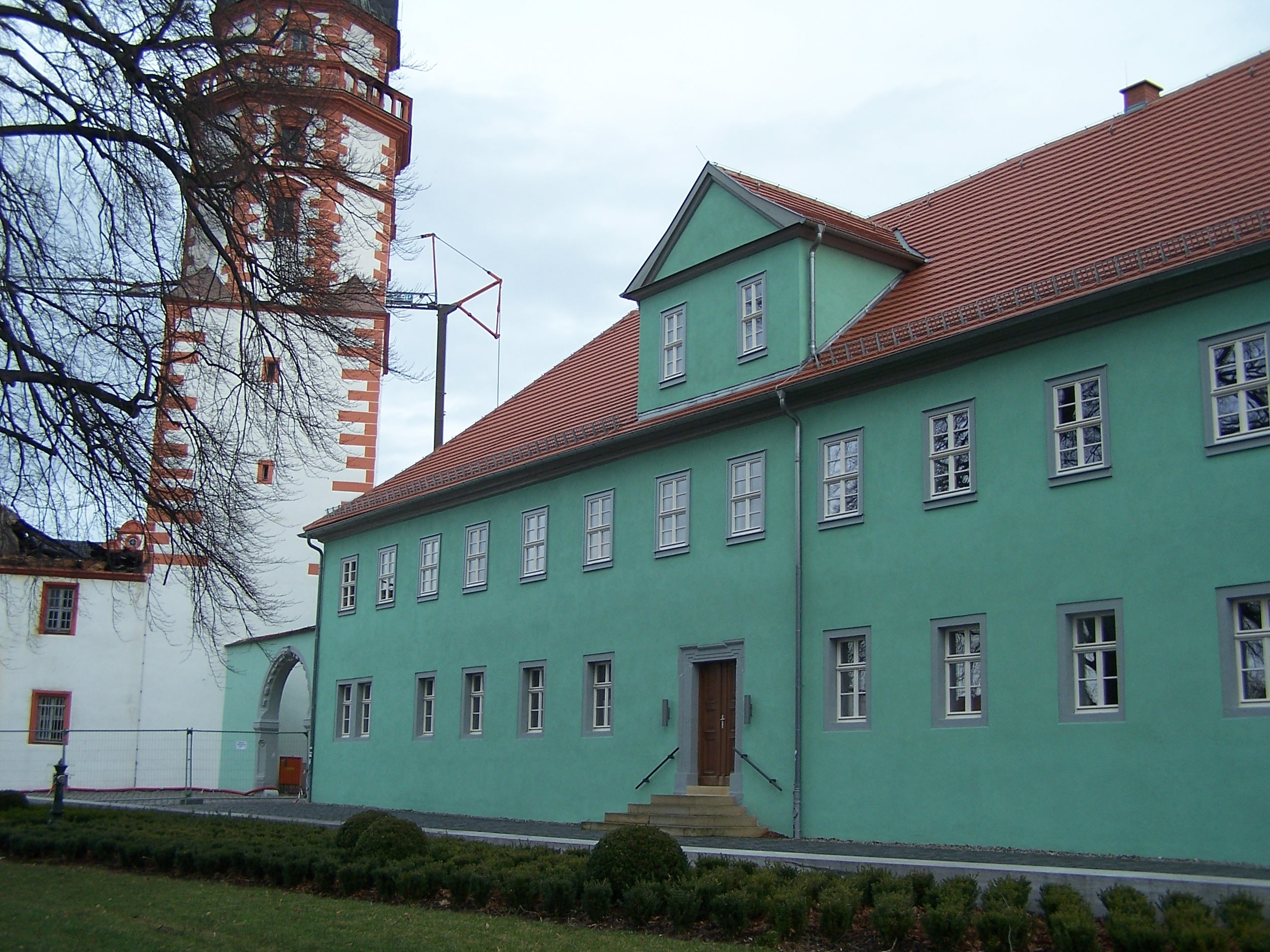
Ehem. Amtsgerichtsgebäude (2015)

Das Amtsgericht Ohrdruf war ein von 1879 bis 1952 bestehendes Gericht der ordentlichen Gerichtsbarkeit mit Sitz in der thüringischen Stadt Ohrdruf.

## Geschichte
Anlässlich der Einführung des Gerichtsverfassungsgesetzes am 1. Oktober 1879 kam es im Herzogtum Sachsen-Coburg und Gotha zur Errichtung eines Amtsgerichtes zu Ohrdruf, dessen Sprengel aus dem Bezirk des vorhergehenden Justizamts Ohrdruf gebildet wurde und folglich aus der Stadt Ohrdruf und den Ortschaften Crawinkel, Dietharz, Emleben (mit Wannigsroda), Georgenthal, Gräfenhain, Heerda, Herrenhof, Hohenkirchen, Nauendorf, Petriroda, Schönau vor dem Walde, Schwabhausen, Schwarzwald, Stutzhaus, Tambach, Tambuchshof, Wechmar, Wipperoda und Wölfis zusammengesetzt war. Der Ort Wechmar wurde am 1. Januar 1925 und die Gemeinde Emleben am 1. Oktober 1938 dem Amtsgericht Gotha zugewiesen. Übergeordnete Instanz war bis zu seiner Aufhebung am 1. September 1949 das Landgericht Gotha, danach das Landgericht Erfurt.
Das Amtsgericht Ohrdruf, dessen Sprengel noch am 1. Oktober 1949 um den bis dahin zum Amtsgericht Zella-Mehlis gehörenden Ort Oberhof erweitert worden war, wurde mit Wirkung zum 1. Januar 1952 aufgehoben und sein Bezirk dem Amtsgericht Gotha zugelegt.

## Amtsgerichtsgebäude
Das ehemalige Amtsgerichtsgebäude (Schloßplatz 3) steht als Kulturdenkmal unter Denkmalschutz.